# 喀浪古尔水库
喀浪古尔水库，位于中华人民共和国新疆维吾尔自治区塔城地区塔城市北部，额敏河支流喀浪古尔河上的一座以灌溉为主兼顾防洪、供水、发电的中型山区拦河水库，于2004年建成。水库总库容3900万立方米，坝址以上集水面积349平方千米，正常蓄水位相应水面面积2.14平方千米。主坝为混凝土面板堆石坝，长465.4米；副坝为黏土心墙坝，长100米；最大坝高61.5米。水库年调节供水量0.89亿立方米，主要灌溉塔城市喀浪古尔灌区，保证灌溉面积1.47万公顷。